# Алексейцево (Тутаевский район)
Алексейцево — деревня в Тутаевском районе Ярославской области России. 
В рамках организации местного самоуправления входит в состав Чёбаковского сельского поселения; в рамках административно-территориального устройства относится к Чёбаковскому сельскому округу.

## География
Расположена в 22 км на юг от райцентра города Тутаев, с запада примыкает к центру сельского поселения посёлку Никульское.

## История
Каменная церковь Вознесения Господня в селе была построена в 1805 году на средства майора Александра Горохова и при помощи прихожан. В церкви было два престола: в холодной летней — Вознесения Господня, в зимней – Знамения Божьей Матери. 
В конце XIX — начале XX село являлось центром Алексейцевской волости Романово-Борисоглебского уезда Ярославской губернии.
С 1929 года деревня являлась центром Алексейцевского сельсовета Тутаевского района, с 1944 по 1957 год — входило в состав Курбского района, с 1954 года — в составе Дорожаевского сельсовета, с 1959 года — в составе Чебаковского сельсовета, с 2005 года — в составе Чёбаковского сельского поселения.

## Население
| 1859 | 2002 | 2007 | 2010 |
| ---- | ---- | ---- | ---- |
| 87   | ↘13  | ↘10  | ↗15  |

## Достопримечательности
В деревне расположена недействующая Церковь Вознесения Господня (1805).